# Eveline Widmer-Schlumpf
Eveline Widmer-Schlumpf (16 de marzo de 1956 en Felsberg, Grisones, Suiza) es una abogada, notaria y política suiza, exmiembro de la Unión Democrática de Centro y actual miembro del Partido Burgués Democrático. 

## Biografía
Hija del antiguo consejero federal Leon Schlumpf, creció en Felsberg, comuna en la que reside actualmente. En 1976, termina el bachillerato en el Gymnasium de Coira, tras lo cual comienza sus estudios de Derecho en la Universidad de Zúrich, obteniendo la licenciatura en 1981 y su doctorado en 1990.
Trabaja como abogada y notaria entre 1987 y 1998. Es elegida paralelamente al tribunal del distrito de Trin desde 1985, el cual preside entre 1991 y 1997. 
Miembro del Gran Consejo del cantón de los Grisones de 1994 a 1998, antes de ser la primera mujer elegida en el Consejo de Estado del cantón de los Grisones en 1998, el cual preside en 2001 y 2005. Es madre de tres hijos, dos hembras y un varón. Desde mayo de 2004, es miembro del Consejo del Banco Nacional Suizo y presidenta de la Conferencia de directores cantonales de finanzas. Como tal, lucha en 2004 contra el paquete fiscal propuesto por la Confederación, proyecto que será finalmente rechazado en votación popular. 

## Consejo Federal
El 12 de diciembre de 2007 y por iniciativa de los grupos parlamentarios socialista, verde y demócrata cristiano, es elegida al Consejo Federal por la Asamblea federal, obteniendo en la segunda vuelta de las elecciones 125 votos contra 115 votos de Christoph Blocher, Consejero Federal saliente de su mismo partido, sin ser oficialmente candidata a este puesto. Luego de algunas horas de suspensión de la sesión, el parlamento federal le dio un plazo de reflexión hasta el 13 de diciembre a las ocho de la mañana para indicar si aceptaba o no su elección. En el momento indicado, Eveline dio su aceptación a la propuesta, convirtiéndose en la quinta mujer en ser elegida en el Consejo Federal y la tercera de la legislatura actual. Su partido declaró que, al haber aceptado su elección, ella y su colega Samuel Schmid serían excluidos de los grupos parlamentarios, ya que la UDC pasó a la oposición, algo nunca antes visto en Suiza.
El 1 de junio, la Unión Democrática de Centro decide excluir la sección grisona del partido nacional, por lo que el 16 de junio los miembros de dicha sección deciden formar un nuevo partido, llamado en un principio Partido Burgués, el cual sería renombrado más tarde como Partido Democrático Burgués, tras la creación de la sección bernesa.
El 22 de septiembre de 2008, Eveline Widmer-Schlumpf debe reemplazar a Hans-Rudolf Merz en el departamento federal de Finanzas, debido a que este sufrió un ataque cardiaco.